# Chicago Untouchables
I Chicago Untouchables sono una franchigia pallavolistica maschile statunitense, con sede a Evergreen Park (Illinois): militano in NVA.

## Storia
I Chicago Untouchables vengono fondati nel 2021, come franchigia di nuova espansione della NVA.

## Rosa 2023
| N° | Nome              | Ruolo | Data di nascita  | Nazionalità sportiva |
| -- | ----------------- | ----- | ---------------- | -------------------- |
| 2  | Moises Lopez      | P     | 2 agosto 1995    | Stati Uniti          |
| 3  | Zakir Pasha       | C     | 6 dicembre 1995  | Stati Uniti          |
| 4  | Bregin DeMarco    | L     | 18 febbraio 1999 | Stati Uniti          |
| 5  | Ramón Matos       | S     | 12 maggio 1999   | Porto Rico           |
| 6  | Daniel Vanegas    | S     | 26 giugno 1990   | Colombia             |
| 8  | Enrique Barajas   | L     | 29 agosto 1997   | Stati Uniti          |
| 9  | Grant Maleski     | C     | 9 agosto 1998    | Stati Uniti          |
| 10 | Hank Payne        | S     | 16 febbraio 1999 | Stati Uniti          |
| 11 | Tucker Ziegenhorn | O     | 11 gennaio 2002  | Stati Uniti          |
| 13 | William Ragland   | S     | 4 novembre 1995  | Stati Uniti          |
| 14 | David Holliday    | L     | 5 settembre 1991 | Stati Uniti          |
| 15 | Matthew Slivinski | S     | 1º luglio 1999   | Stati Uniti          |
| 20 | Noah Ricchetti    | P     | 9 dicembre 1996  | Stati Uniti          |
| 22 | Andrew Kohut      | O     | 5 maggio 2000    | Stati Uniti          |
| 24 | Joshua Blair      | C     | 13 maggio 1999   | Stati Uniti          |